# Katedra w Guildford
Katedra w Guildford (ang. Guildford Cathedral, pełna nazwa Cathedral Church of the Holy Spirit, Kościół katedralny Świętego Ducha) – katedra diecezji Guildford Kościoła Anglii.
Kościół został zaprojektowany w latach 1932–1933 przez Edwarda Maufe'go. kamień węgielny został położony w 1936 roku. Wschodnia część budowli została ukończona w 1936 roku. Drugi etap budowy został rozpoczęty w 1948 roku. Nawa główna została ukończona w 1955 roku. Katedra została poświęcona w 1961 roku. Kapitularz został ukończony w 1964 roku. Zachodni dziedziniec ukończony w latach 1964–1965. Świątynia została wzniesiona w zmodyfikowanym stylu neogotyckim z wpływami stylu art déco.